# Numa Denis Fustel de Coulanges
Numa Denis Fustel de Coulanges, född den 18 mars 1830 i Paris, död den 12 september 1889 i Massy, var en fransk konservativ historiker av bretonsk härkomst.

## Vetenskap
Efter studier vid École normale supérieure sändes Fustel de Coulanges 1853 till den franska skolan i Aten där han disputerade som vetenskaplig författare med Mémoire sur l'île de Chio. Han förvärvade 1858 i Frankrike doktorsgraden med två avhandlingar, en om Vestakulturen och en om romarnas erövring av Grekland. 1860–70 var professor i historia vid Strasbourg, där han offentliggjorde boken La cité antique (1864), som innebar en radikal omkastning av tidigare uppfattningar och gjorde sin författare vida känd. 1870–75 innehade Fustel de Coulanges en befattning vid École normale supérieure och tillträdde därefter en professur i medeltidshistoria vid Sorbonne. 1875–89 utkom i fyra band hans huvudverk Histoire des institutions politiques de l'ancienne France. Fustel de Coulanges går här till angrepp mot den hävdvunna och stereotypa uppfattningen av den germanska folkvandringen som en förhärjad ödeläggelse av de romerska landens kultur och samhällsliv. Istället söker han påvisa ett starkt samband i kulturliv och institutioner mellan den antika och den medeltida eran i Frankrike. 
Fustel de Coulanges självständiga och utpräglade livsgärning satte djupa spår i fransk historiografi. Han företräder en antitetisk och kategorisk forskartyp. Under striden om Elsass gav han uttryck åt fransk nationalism.

## Politik

### Konservatism
Genom studier av fr.a. Vedaskrifterna och Manus lagbok slöt sig Fustel de Coulanges till att den indoeuropeiska religionens fundament var gudomliggörande av de döda förfäderna. Kulten av de döda utgjorde roten till familjens identitet, till religionen och till det privata ägandet av jorden. För Fustel de Coulanges var det privata ägandet ursprungligt och naturligt och man kan se att hans historiografi bl.a. tjänade till att värna den gamla ordningen mot krav på reformer som andra kejsardömets liberaler och socialister reste.

#### Action française
Fustel de Coulanges försökte ersätta upplysningens blid av Rom som republikens Rom med en idealiserad bild av en äldre period då patricierna innehade makten och då anfäderna och det privata ägandet ännu hölls heliga. Medlemmarna av Action française studerade hans texter och Charles Maurras förklarade att han av hela sitt hjärta var romare. Fustel de Coulanges förkärlek för förrepublikanska tider passade medlemmarna av Action française eftersom de var rojalister – eller nyrojalister eftersom de inte försvarade monarkin för att den var hävdvunnen utan för att det fanns förnuftiga skäl till det.

#### Om judar
Skillnaden mellan indoeuropeiskt och semitiskt var enligt Fustel de Coulanges avgrundsdjupt. "Allt är helt annorlunda: oberoende av vilket perspektiv man lägger på saken så finns det inga som helst likheter, det är en värld som är helt skild från vår."